# 放蕩息子の帰還 (グエルチーノ)
『放蕩息子の帰還』（ほうとうむすこのきかん、独: Gleichnis vom verlorenen Sohn、英: The Return of the Prodigal Son）は、イタリアのバロック絵画の巨匠グエルチーノが1619年にキャンバス上に油彩で制作した絵画である。本来、フェラーラのジャコモ・セッラ枢機卿のために描かれた。作品はプラハのハプスブルク家皇室コレクションにあったが、1718年以降ウィーンのコレクションに入り、現在、美術史美術館に所蔵されている。なお、グエルチーノは、ローマのボルゲーゼ美術館にある『放蕩息子の帰還』 (1627-1628年ごろ) を含め他にも4点の同主題作を生涯に制作した。

## 作品

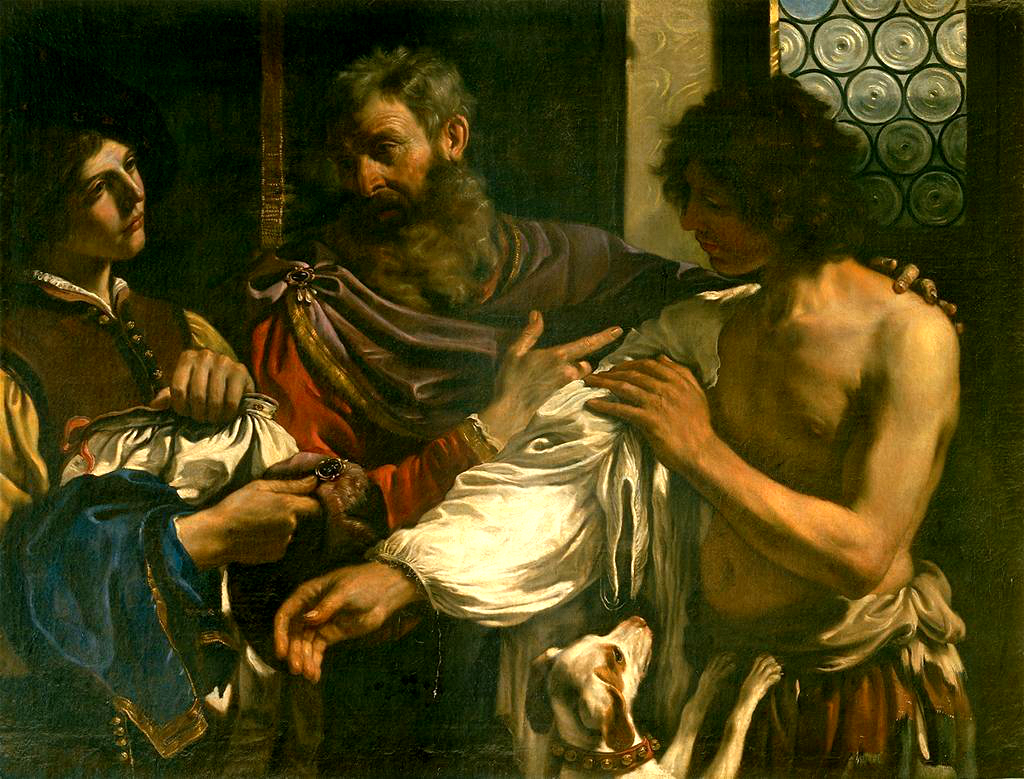
グエルチーノ『放蕩息子の帰還』 (1627-1628年ごろ)、ボルゲーゼ美術館 (ローマ)

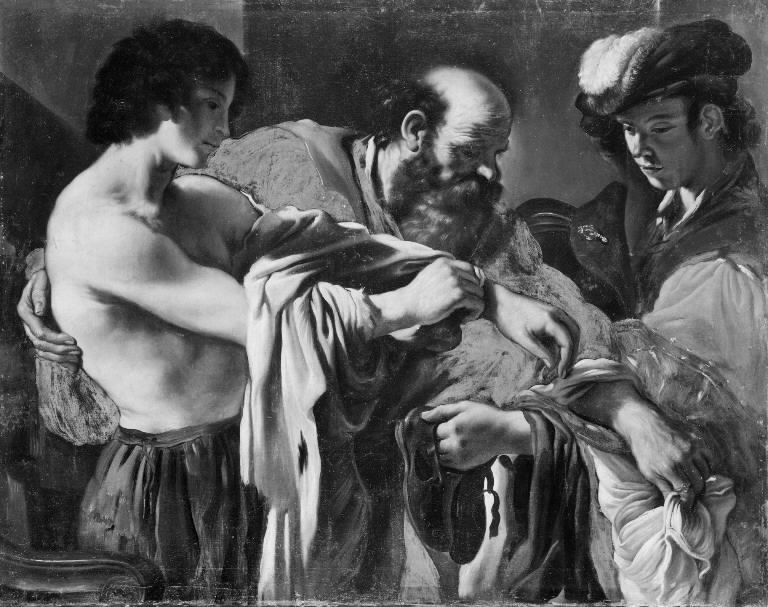
コペンハーゲン国立美術館の複製

本作を含むグエルチーノ初期の典型的な絵画は、左右非対称の構図、密接な動きの中にある重なり合う人物像、形態を細分化する不均衡な照明、そして非常に暗い彩色を特徴とする。
作品は、『新約聖書』中の「ルカによる福音書」にある「放蕩息子のたとえ話」(15章11-32) を主題としている。ある男に2人の息子がいた。兄は堅実な性格であったが、弟はわがままで、父に相続する財産を分けてほしいと頼む。父は、彼が財産を浪費してしまうことを知りつつも財産を渡した。実際に、しばらくして彼は財産を使い果たしてしまい、食べる物にも困るようになる。その後、悔い改めた彼は、雇人にしてもらおうと父の元に帰るが、父は彼を赦す。この物語の父は神を、弟は人を表す。人が心から悔い改めれば、神は赦しを与えるという物語である。
絵画は、家を離れていた放蕩息子が帰還する瞬間を描いている。画面には、3人の人物—左から右に、放蕩息子、彼の父、彼の忠実で敬虔な兄ーが描かれている。グエルチーノの技術は作品の様々な面に発揮されている。カラヴァッジョ的なキアロスクーロを熟知して用い、象徴的な箇所に照明を当て、半影部に際立った色のコントラストを付けて、3人物の深い心理を探求している。実際、中央の位置にいる父は2人の息子をつなぎ合わせる要素であり、彼の腕によって息子たちは結びつけられているのである。光は画面左側から右側に射し込んでおり、帰ったばかりの息子の顔を影の中 (恥じらいと悔悛の象徴) に置き、兄の顔を照らしているが、彼は迷惑さを表すべく描かれている。人間心理の微妙なニュアンスの表現において、グエルチーノの卓越した技術は注目すべきものである。帰還した放蕩息子の従属する態度、恥じらいは、父により新しい服を与えられる前に彼自身のシャツを脱ぐ仕草と、鑑賞者に彼と共感すべく促す影に沈んだ顔により強調される。